# Geschichte der Juden in Kroatien

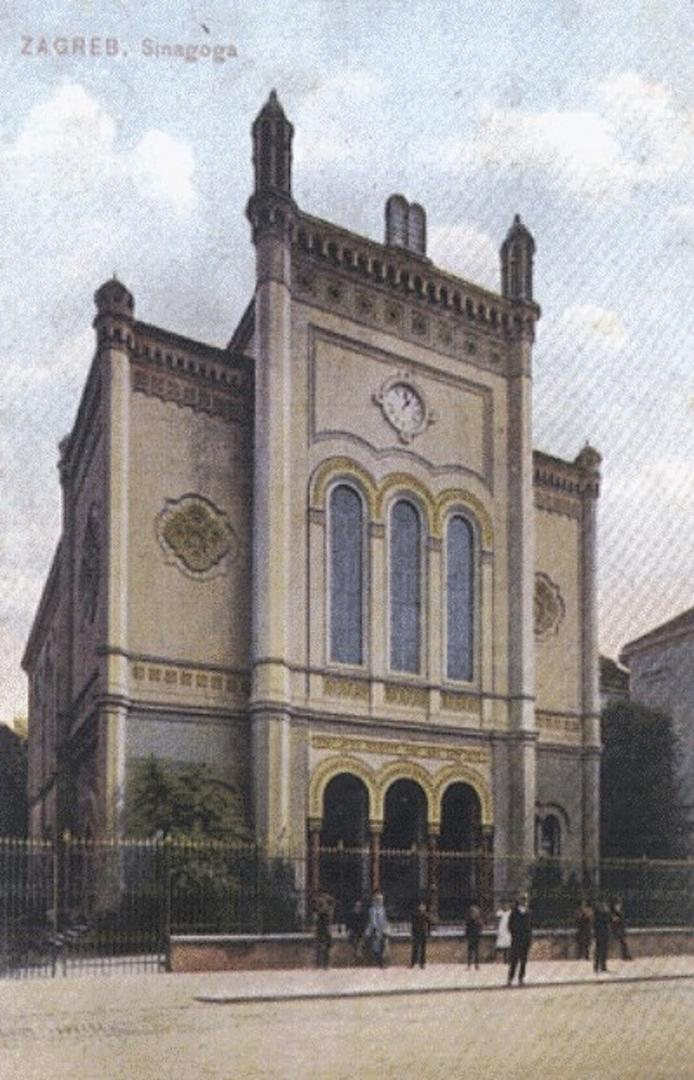
Synagoge Zagreb

Die Geschichte der Juden in Kroatien reicht mindestens bis ins 3. Jahrhundert n. Chr. zurück, obwohl nur wenig über die jüdische Gemeinde bis zum 10. und 15. Jahrhundert bekannt ist. Laut der Volkszählung von 1931 zählte die Gemeinde 21.505 Mitglieder, und man schätzt, dass die sie am Vorabend des Zweiten Weltkriegs etwa 25.000 Menschen umfasste. Der größte Teil der kroatischen Juden wurde während des Holocaust auf dem Gebiet des nationalsozialistischen Marionettenstaates Unabhängiger Staat Kroatien ermordet. Nach dem Krieg zog es die Hälfte der Überlebenden vor, sich in Israel niederzulassen, während schätzungsweise 2.500 Mitglieder weiterhin in Kroatien blieben. Nach der Volkszählung von 2011 lebten 509 Jüdinnen und Juden in Kroatien, aber man geht davon aus, dass in dieser Zahl die aus Mischehen stammenden oder mit Nicht-Juden verheirateten Juden nicht enthalten sind. Mehr als 80 Prozent der jüdischen Gemeinde in Zagreb fallen wahrscheinlich in die beiden letztgenannten Kategorien.
Heute gibt es in Kroatien acht Synagogen (siehe Liste von Synagogen in Kroatien) mit dazugehörigen jüdischen Gemeinden, die sich in Zagreb, Rijeka, Osijek, Split, Dubrovnik, Čakovec, Daruvar und Slavonski Brod befinden. Von diesen ist die Gemeinde in Zagreb die größte und aktivste. Sie organisiert Veranstaltungen wie das jährliche Jüdische Filmfestival Zagreb, um die jüdische Kultur und Identität zu fördern.

## Geschichte

### Altertum
Jüdische Händler und Kaufleute kamen erstmals in den ersten Jahrhunderten n. Chr. in das heutige Nordkroatien, als das römische Recht die Freizügigkeit im gesamten Römischen Reich erlaubte. Bei archäologischen Ausgrabungen in Osijek wurde eine Synagoge aus dem 3. Jahrhundert n. Chr. gefunden, und bei einer Ausgrabung in Solin wurden jüdische Gräber aus derselben Zeit entdeckt. Eine jüdische Gemeinde in Split entstand nachweislich ebenfalls im 3. Jahrhundert. Im 7. Jahrhundert suchten Juden Zuflucht im Diokletianspalast, nachdem die dalmatinische Hauptstadt Salona von den Awaren überrannt wurde. Im 16. Jahrhundert wurde eine Synagoge in die Westmauer des Diokletianspalastes eingebaut, und die Nachkommen der Flüchtlinge aus Salona leben noch heute in der Region.

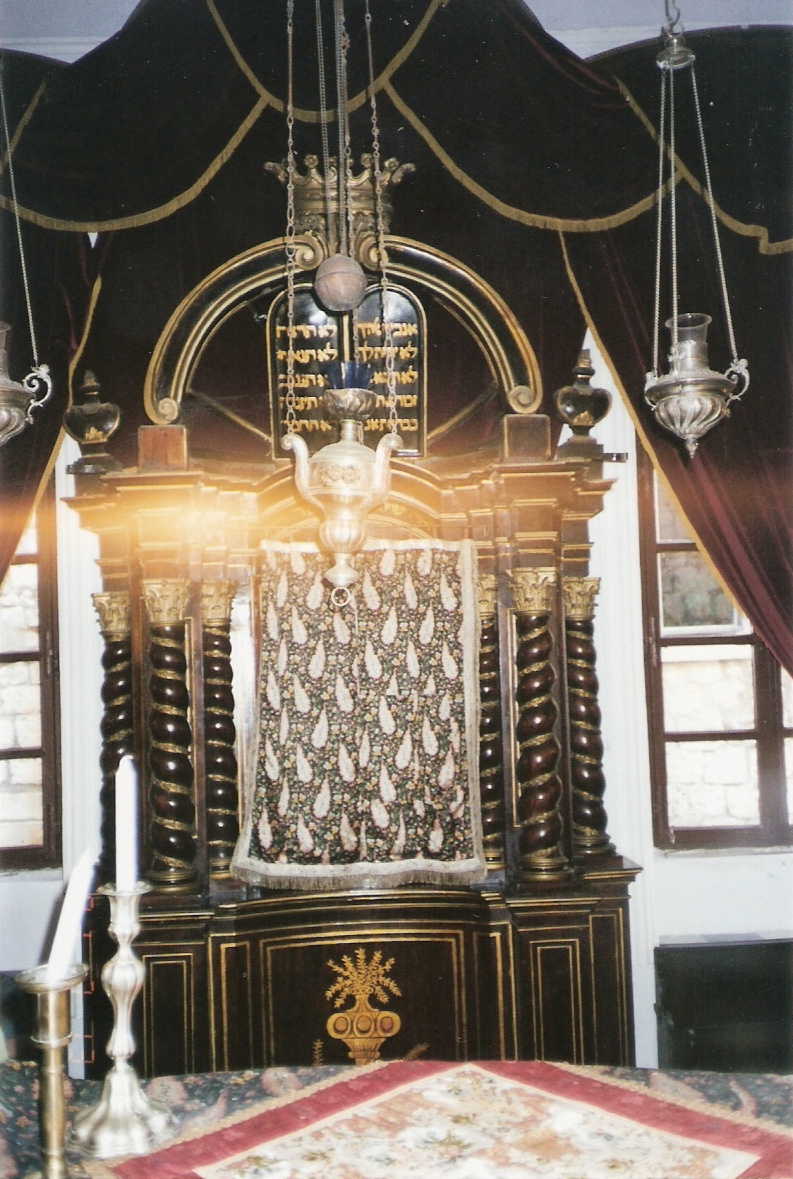
Die Synagoge in Dubrovnik ist die zweitälteste Synagoge in Europa. Sie ist im sephardischen Stil gebaut.

### Frühes Mittelalter
Eine der ältesten schriftlichen Quellen, die auf die Anwesenheit von Juden auf kroatischem Gebiet hinweisen könnte, stammt aus dem Brief des Wesirs Chasdai ibn Schaprut, der an König Joseph der Chasaren geschickt wurde. Dieser Brief aus dem 10. Jahrhundert verweist auf den „König der Gebalim – Slawen“, dessen Land an das Land der Magyaren grenzt. Der König schickte eine Delegation, der „Mar (aramäisch: Herr) Shaul and Mar Joseph“ angehörten, zum Kalifen Abd-ar-Rahman III. von Córdoba. Die Delegierten berichteten, dass Mar Hisdai Amram aus dem Land, in dem die „Gebalim“ leben, in den Palast des Chasarenkönigs kam. Im Hebräischen bedeutet „Gebal“ Berg. Ungarische Quellen berichten, dass in der Nähe von Miholjanec ein Weinberg „Herr des Berges“ genannt wurde. Auch in einem Brief von Bischof Gauderich an Anastasius als Mitverfasser der Legende von Cherson im 9. Jahrhundert wird Kroatien als Land der „Gebalim“ bezeichnet. 

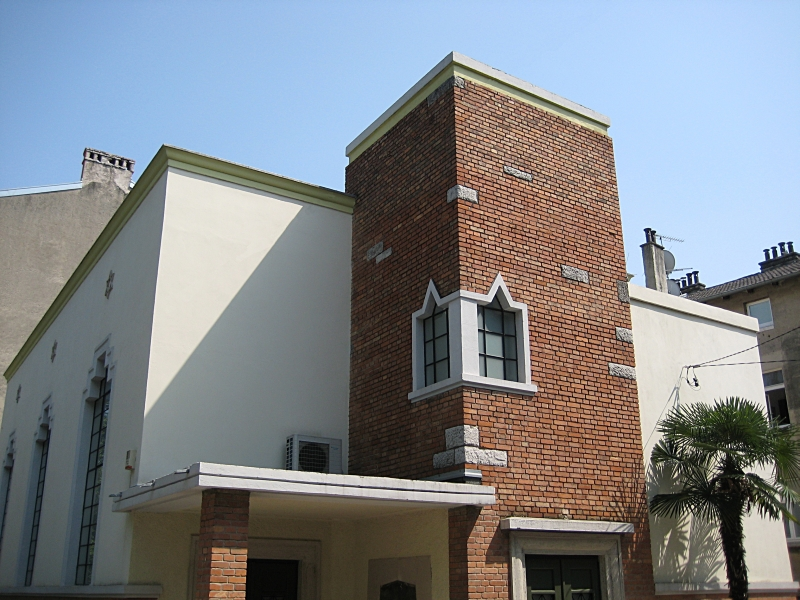
Eine Synagoge in Rijeka

### Spätes Mittelalter
Die jüdischen Gemeinden Kroatiens erlebten im 13. und 14. Jahrhundert eine Blütezeit, in der die Gemeinden Wohlstand genossen und friedliche Beziehungen zu ihren kroatischen Nachbarn unterhielten.

Dies endete im Jahr 1456, als die Juden zusammen mit den meisten nichtkatholischen Kroaten vertrieben wurden. Es folgten 200 Jahre, in denen es keine Aufzeichnungen über Juden in Kroatien gibt. In diesen 200 Jahren waren Juden aus Kroatien in der Regel im Auftrag der Republik Venedig auf diplomatischen Missionen in Bosnien unterwegs.

Prozentualer Anteil der jüdischen Bevölkerung in der kroatischen Banovina vor dem Zweiten Weltkrieg in Jugoslawien, gemäß der Volkszählung von 1931.

Im 15. Jahrhundert kam es zu einer zunehmenden Verfolgung der Juden in den während der Reconquista wiederum christianisierten Gebieten Spaniens. Nach dem Alhambra-Edikt von 1492 gelangten jüdische Flüchtlinge, die vor der spanischen und portugiesischen Inquisition flohen, in osmanische Gebiete, darunter die Balkanprovinzen Makedonien und Bosnien. Einige dieser Flüchtlinge fanden ihren Weg nach Kroatien, insbesondere nach Split und Dubrovnik an der dalmatinischen Küste.

### Habsburger Herrschaft
Im 17. Jahrhundert war es Juden noch immer nicht gestattet, sich in Nordkroatien niederzulassen. Juden kamen als reisende Kaufleute nach Kroatien, meist aus dem benachbarten Ungarn. In der Regel durften sie nur wenige Tage bleiben. Zu Beginn des Jahrhunderts bestätigte das kroatische Parlament („Sabor“) das Verbot der dauerhaften Ansiedlung, als eine jüdische Familie versuchte, sich in Đurđevac niederzulassen.
Im Jahr 1753 erlaubte General Beck, der militärische Befehlshaber der Region Varaždin, den Juden, sich in Bjelovar, Koprivnica und Varaždin niederzulassen, obwohl dies offiziell noch verboten war. Um die Behandlung der Juden in Kroatien zu verbessern, verfasste Graf Franjo Patačić im Auftrag des königlichen Amtes in Varaždin einen umfassenden Bericht, in dem er den dauerhaften Aufenthalt der Juden in Kroatien befürwortete, da „die meisten von ihnen Kaufleute sind und der Handel die Städte zum Blühen bringt“.
Das Verbot der jüdischen Ansiedlung in Nordkroatien galt bis 1783, bis das Toleranzpatent von 1782 des Habsburger Monarchen Kaiser Joseph II. in Kraft trat. Danach durften sich Juden in Kroatien niederlassen. Sie durften aber keinen Grundbesitz erwerben, kein durch eine Zunft geschütztes Gewerbe ausüben und nicht in der Landwirtschaft arbeiten. Trotz dieser Einschränkungen ließen sich Juden in Zagreb und Varaždin nieder.
Im Jahr 1840 beschloss das kroatische Parlament, den Juden „allmählich“ die volle Gleichberechtigung zu gewähren, und in den folgenden 33 Jahren gab es diesbezüglich die folgenden Fortschritte:
| Jahr | Gesetzgebung                                                                                  |
| ---- | --------------------------------------------------------------------------------------------- |
| 1843 | Das Spektrum der für Juden zugänglichen Berufe wird erweitert                                 |
| 1846 | Juden erhalten die Möglichkeit, Bürgerrechte durch Zahlung einer „Toleranzsteuer“ zu erkaufen |
| 1859 | Juden dürfen Häuser und Grundstücke kaufen                                                    |
| 1873 | Juden erhalten die volle rechtliche Gleichstellung                                            |

Im Jahr 1867 wurde die neue Synagoge in Zagreb eingeweiht und Rabbiner Dr. Hosea Jacobi wurde Oberrabbiner von Zagreb. 1873 unterzeichnete Ivan Mažuranić das Dekret, das die volle rechtliche Gleichstellung der Juden vorsah, und wie bei anderen Religionen wurden staatliche Mittel für Einrichtungen der jüdischen Gemeinde zur Verfügung gestellt.
Im Jahr 1880 gab es 13.488 Juden in Kroatien, die Zahl stieg bis 1900 auf 20.032. Zu Beginn des 20. Jahrhunderts gab es 21 jüdische Gemeinden in Kroatien, die größten davon in Zagreb (3.000 Personen) und Osijek (3.000 Personen). Die jüdische Gemeinde Kroatiens wurde sehr einflussreich und integrierte sich gut. Um 1900 sprachen 54 Prozent der Zagreber Juden und 35 Prozent aller kroatischen Juden kroatisch als Muttersprache. Trotz ihrer geringen Zahl waren die Juden in Kroatien in der Industrie und im Großhandel sowie in der Holz- und Lebensmittelindustrie überproportional vertreten. Die meisten kroatischen Juden waren Teil der Mittelschicht, mehrere jüdische Familien gehörten zu den reichsten Familien Kroatiens. Und viele kroatische Juden der zweiten Generation fühlten sich zu juristischen und medizinischen Berufen hingezogen.

### Erster Weltkrieg und Zwischenkriegszeit
Der Erste Weltkrieg brachte den Zusammenbruch der Habsburgermonarchie und einen Umbruch für die jüdischen Gemeinden in der Region. Nach dem Krieg schloss sich Kroatien mit Slowenien, Serbien – zu dem auch Vardar-Mazedonien und Montenegro gehörten – sowie Bosnien und Herzegowina zum Königreich Jugoslawien zusammen.
Vor dem Zweiten Weltkrieg war die kroatische und insbesondere die Zagreber jüdische Gemeinde die bedeutendste in Jugoslawien. Im Jahr 1940 lebten etwa 11.000 Juden in Zagreb: etwa 76 Prozent waren aschkenasische Juden, 5 Prozent sephardische Juden, 17 Prozent waren nicht konfessionell gebunden und der Rest waren ultraorthodoxe Juden.

### Zweiter Weltkrieg und Holocaust

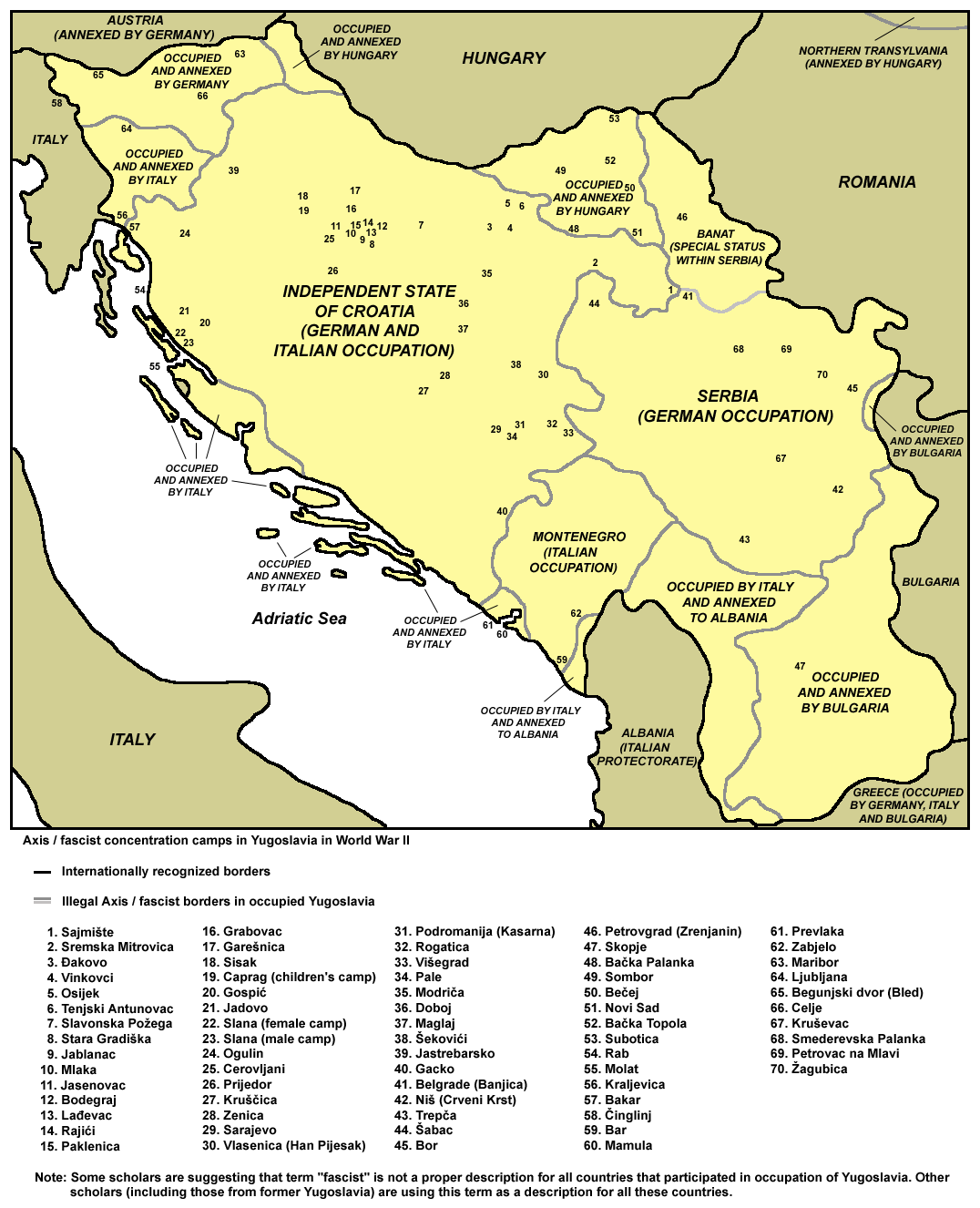
Konzentrationslager in Jugoslawien während des Zweiten Weltkriegs.

Am 25. März 1941 unterzeichnete Prinz Paul von Jugoslawien aus dem Haus Karađorđević das Bündnis Jugoslawiens mit den Achsenmächten im Rahmen des Dreimächtepaktes. Diese Entscheidung war in vielen Teilen des Landes unpopulär. In der jugoslawischen Hauptstadt Belgrad kam es zum Staatsstreich. Prinz Paul wurde gestürzt, und eine neue Regierung unter Peter II. und Dušan Simović übernahm die Macht. Die neue Regierung zog ihre Unterstützung für die Achsenmächte zurück, kündigte aber den Dreierpakt nicht auf. Dennoch fielen die Streitkräfte der Achsenmächte unter der Führung Nazideutschlands am 6. April 1941 in Jugoslawien ein, siehe dazu Luftangriff auf Belgrad. 

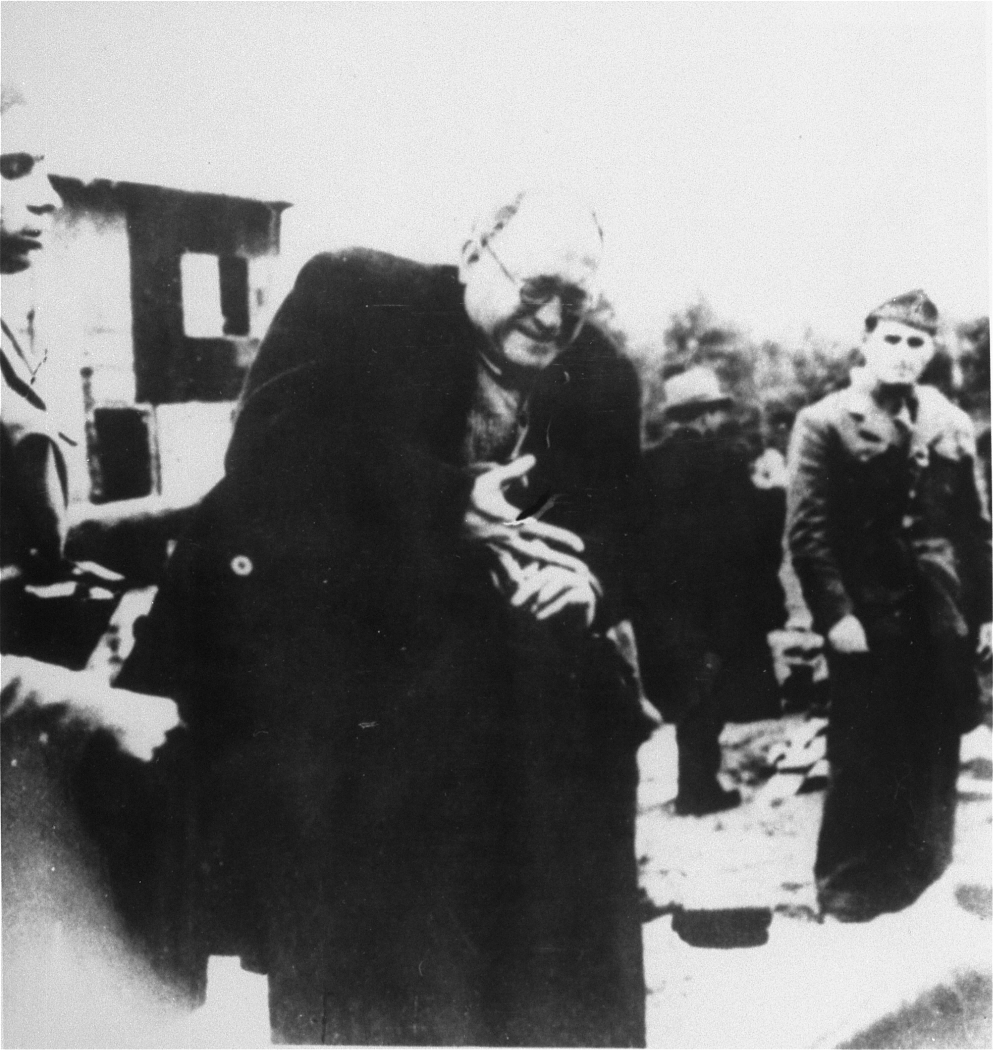
Teodor Grunfeld, bekannter kroatisch-jüdischer Industrieller, wird bei seiner Ankunft im KZ Jasenovac gezwungen, seinen Ring abzunehmen.

Mit der Unterstützung Deutschlands und Italiens kam die kroatische ultranationalistische Ustascha-Bewegung in dem neu gegründeten Marionettenstaat, dem Unabhängigen Staat Kroatien (kroatisch Nezavisna Država Hrvatska, kurz NDH), an die Macht. Die Ustascha war notorisch antisemitisch, führte schnell antijüdische Gesetze ein und begann mit der Verfolgung der Juden. So wie die Nazis die Juden zwangen, Armbinden mit einem gelben Davidstern zu tragen, zwang das kroatische Ustascha-Regime die Juden, Armbinden mit dem Buchstaben „Ž“ für „Židov“ zu tragen, dem Wort für „Jude“ auf Kroatisch. Der Innenminister des NDH, Andrija Artuković, sagte 1941 bei der Verkündung der Rassengesetze: „Die Regierung der NDH wird die Judenfrage auf die gleiche Weise lösen wie die deutsche Regierung“. Bereits im April 1941 verbrannten Ustascha und Volksdeutsche die Synagoge und zerstörten den jüdischen Friedhof in Osijek, während der Ustascha-Bürgermeister von Zagreb, Ivan Werner, die Zerstörung der Zagreber Hauptsynagoge anordnete, die 1942 vollständig dem Erdboden gleichgemacht wurde. Die Ustascha errichteten Dutzende von Konzentrationslagern, von denen das KZ Jasenovac am berüchtigtsten war. Allein hier wurden 20.000 Juden ermordet.
Während des Holocausts wurden im Unabhängigen Staat Kroatien insgesamt 29.000 bis 31.000 Juden ermordet, etwa 75 Prozent durch die Ustascha und etwa 25 Prozent durch die Deutschen. Dies entsprach 79 Prozent der jüdischen Bevölkerung des Landes vor dem Krieg, darunter 20.000 der 23.000 bis 25.000 kroatischen Juden. Nur 5.000 kroatische Juden überlebten den Krieg, die meisten als Soldaten der Volksbefreiungsarmee von Josip Broz Tito oder als Exilanten in der italienisch besetzten Zone. Hier lebten die überlebenden Juden nach der Kapitulation Italiens vor der Anti-Hitler-Koalition in freien Partisanengebieten.

### Sozialistische Föderative Republik Jugoslawien
Nach der Befreiung Jugoslawiens im Jahr 1945 wurde Kroatien Teil der neuen jugoslawischen Föderation, aus der schließlich die Sozialistische Föderative Republik Jugoslawien wurde. Der Atheismus wurde zur offiziellen Politik Jugoslawiens und Kroatiens, und deshalb gab es bis Mitte der 1990er Jahre keine Rabbiner im Land. Die meisten kroatischen Juden identifizierten sich als Jugoslawen bzw. als Serben oder Kroaten. Nach der Gründung Israels verzichtete etwa die Hälfte der Überlebenden auf ihre jugoslawische Staatsbürgerschaft als Voraussetzung für die Ausreise und den Erwerb der israelischen Staatsbürgerschaft. Diejenigen, die sich für die Ausreise nach Israel entschieden, unterzeichneten ein Dokument, in dem sie Jugoslawien ihren gesamten Besitz, ihr Land und andere unbewegliche Güter überließen.
In der Nachkriegszeit war die jüdische Gemeinde Kroatiens stark assimiliert. Achtzig Prozent der 1.500 Juden in Zagreb wurden entweder in Mischehen geboren oder waren mit Nicht-Juden verheiratet. 

### Republik Kroatien
Zum Zeitpunkt der Unabhängigkeit der Republik Kroatien im Jahr 1991 gab es etwa 2.000 Juden im Land. Bei der kroatischen Volkszählung 2001 wurden nur noch 495 Juden gezählt, davon 323 in Zagreb.  In den Gespanschaften Primorje-Gorski kotar, Osijek und Dubrovnik lebten jeweils etwa 20 Juden.
Die jüdische Gemeinde in Kroatien ist in zehn jüdischen „Gemeinden“ (kroatisch Židovska općina) in den Städten Čakovec, Daruvar, Dubrovnik, Koprivnica, Osijek, Rijeka, Slavonski Brod, Split, Virovitica und Zagreb organisiert. Seit 2005 gibt es in Zagreb auch eine eigene jüdische Organisation namens „Bet Israel“, die von einer Splittergruppe der ursprünglichen Organisation unter der Leitung von Ivo Goldstein und anderen gegründet wurde. Eine Chabad-Organisation ist ebenfalls in Zagreb registriert und veranstaltet das ganze Jahr über die meisten jüdischen Aktivitäten.
Die Juden sind offiziell als autonome nationale Minderheit anerkannt und wählen als solche einen eigenen Vertreter ins kroatische Parlament, den sie mit den Angehörigen von elf anderen nationalen Minderheiten teilen.

## Regionale jüdische Gemeinden

### Dalmatien
Die jüdischen Gemeinden an der kroatischen Küste Dalmatiens gehen auf das 14. Jahrhundert zurück. In einem Brief aus dem Jahr 1326 wird ein jüdischer Arzt in Dubrovnik erwähnt. Die Gemeinde blieb über die Jahre hinweg klein (100–330 Mitglieder), obwohl sie sich im Handel und in der Medizin hervortat. Die Gemeinde vergrößerte sich ab 1421 durch Flüchtlinge, die vor der zunehmenden Verfolgung in Spanien flohen, und dann ab 1492, als Juden vor der portugiesischen und spanischen Inquisition flohen.
Die jüdische Synagoge in Split ist mehr als 500 Jahre alt und damit die drittälteste aktive Synagoge in Europa. Mit Ausnahme eines kurzen Zeitraums während des Zweiten Weltkriegs ist die Synagoge seit ihrer Gründung ununterbrochen in Betrieb. Obwohl es in Split keinen Rabbiner gibt, hält die 100 Mitglieder starke Gemeinde regelmäßig freitagabends Schabbat-Gottesdienste (den jüdischen Sabbat) ab und serviert allen Besuchern eine koschere Mahlzeit. Obwohl das Innere der Synagoge 1996 restauriert wurde, stammt die Einrichtung aus dem 18. und 19. Jahrhundert.
Der Antisemitismus, der der Geisteshaltung der katholischen Kirche und des damals geltenden venezianischen Rechts basierte, war eine ständige Herausforderung für die Gemeinde, die in Ghettos in Dubrovnik und Split lebte. Als Dalmatien von den napoleonischen Truppen besetzt wurde, erlangten die Juden zum ersten Mal rechtliche Gleichstellung. Im Jahr 1814, als das österreichische Kaiserreich Dalmatien annektierte, wurde die rechtliche Gleichstellung wieder aufgehoben. Mitte des 19. Jahrhunderts erhielten die Juden die rechtliche Gleichstellung nach kroatischem Recht.